# Palazzo Maria Luigia
Il palazzo Maria Luigia, già Palazzo Vecchio e teatro Maria Luigia, è un edificio dalle forme rinascimentali e neoclassiche situato in via Pietro Cella 13, a Bardi, in provincia di Parma; costituisce la sede del Comune di Bardi, della sala teatro Maria Luigia, della biblioteca comunale e dell'ufficio turistico.

## Storia
Il palazzo comunale fu edificato nel XVI secolo in stile rinascimentale.
L'edificio fu ampliato e modificato nel 1831 con la costruzione di un teatro al suo interno, finanziato dalla duchessa di Parma Maria Luigia, su richiesta degli Anziani della Comunità bardigiana.
Nel 1870 il Comune trasferì la propria sede all'interno del castello, spostandovi anche l'archivio.
Nel 2003 l'Amministrazione comunale intraprese i lavori di ristrutturazione dell'edificio, che fu trasformato in centro polivalente; l'antico teatro, quasi completamente perduto, fu adibito a centro conferenze.
Alla fine del 2018 il palazzo tornò alle originarie funzioni di sede comunale, con gli uffici disposti sui tre piani del palazzo accanto alla sala teatro Maria Luigia, alla biblioteca comunale e all'ufficio turistico.

## Descrizione

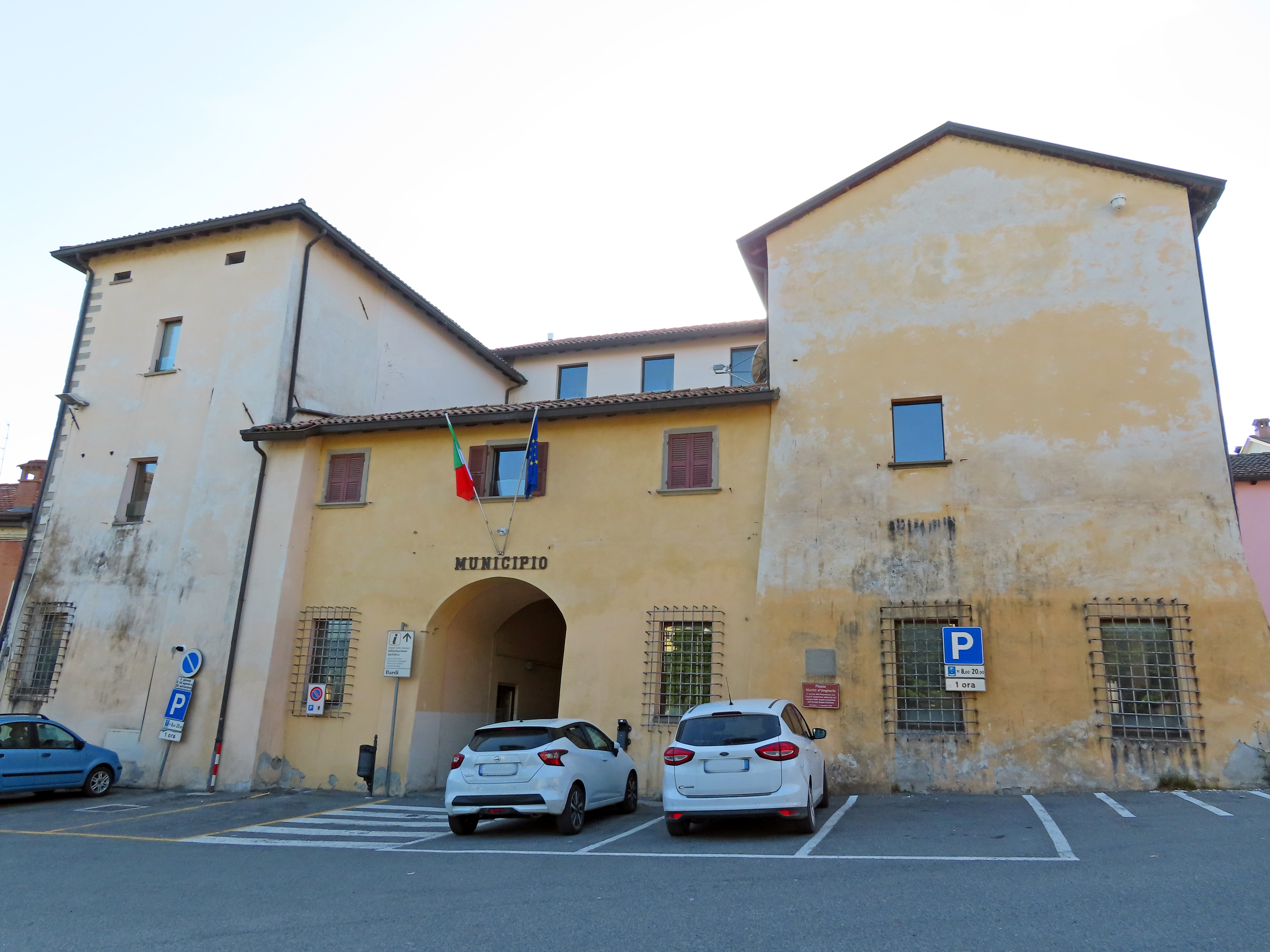
Facciata posteriore

L'edificio si sviluppa su una pianta a U, con accesso sia dalla strada principale, attraverso un portico, sia dal piazzale retrostante.
L'asimmetrica facciata intonacata è suddivisa in due parti, distinte da differenti colorazioni. L'alta porzione settentrionale è caratterizzata dalla presenza del porticato a tre arcate a tutto sesto, rette da colonne in pietra con capitelli lotiformi; lo spigolo bugnato a sinistra si distingue per l'andamento a scarpa; al primo piano le aperture sono delimitate da cornici architravate in pietra, mentre ne sono prive le finestre dell'ultimo livello, poste al di sopra di una fascia marcapiano modanata. La più bassa porzione meridionale si sviluppa invece su quattro livelli fuori terra, suddivisi da una serie di fasce orizzontali in pietra, con aperture delimitate da semplici cornici; chiude il prospetto lo spigolo bugnato a destra.
La facciata posteriore è anch'essa suddivisa in due parti. Il basso corpo centrale e l'ala settentrionale sono caratterizzate dall'andamento a scarpa della muratura; nel mezzo si apre l'ingresso ad arco ribassato, collegato con l'accesso principale attraverso una galleria coperta da volta a botte. L'alta ala meridionale, sviluppata su tre livelli, si distingue per la presenza dello spigolo bugnato a sinistra.
All'interno si accede attraverso il porticato con volte a crociera alla sala tecnologica; vi si trova inoltre il centro conferenze, che conserva dell'antico teatro soltanto la piccola balconata lignea, utilizzata come galleria. Al primo piano hanno inoltre sede la biblioteca comunale, contenente oltre 10 000 libri, la sala consigliare e l'ufficio del sindaco.